# Order Świętego Januarego
Order św. Januarego lub Order św. Januariusza (wł. Ordine di San Gennaro) – jednoklasowy włoski order pod patronatem Świętego Januarego.
Początkowo było to neapolitańskie odznaczenie honorowego zgromadzenia rycerskiego (zakonu), ustanowione w 1738 przez Karola, króla Neapolu i Sycylii (późniejszy Karol III, król Hiszpanii).
Od 1815 całkowicie zsekularyzowane, funkcjonujące jako odznaczenie Królestwa Obojga Sycylii. Po włączeniu królestwa do Włoch nie uwzględniony w statutach instytucji królewskich dynastii Sabaudzkiej. 
Istnieje do dzisiaj jako order domowy Burbonów – linii tytularnych królów Obojga Sycylii.
Dewiza zwyczajowo po łacinie „IN SANGUINE FOEDUS” („WE KRWI PRZYMIERZE”).